# Полосатая лихия
Полосатая лихия (лат. Campogramma glaycos) — вид морских лучепёрых рыб из монотипического рода Campogramma семейства ставридовых (Carangidae). Распространены в восточной части Атлантического океана. Максимальная длина тела 60 см. Морские пелагические рыбы.

## Описание
Тело удлиненное, умеренно высокое и немного сжато с боков; покрыто мелкой циклоидной чешуёй. Щёки и грудь голые, за исключением небольшого участка чешуи непосредственно перед брюшными плавниками. Верхний профиль тела немного более выпуклый, чем нижний. Глаз маленький, его диаметр 4,2—6,0 раз укладывается в длину головы. Окончание верхней челюсти широкое и закругленное, доходит до или заходит за вертикаль, проходящую через задний край глаза. Зубы на обеих челюстях однорядные, клыковидные; между зубами большие промежутки. В передней части верхней челюсти несколько рядов более мелких зубов. На верхней части первой жаберной дуги 4—6 жаберных тычинок, а на нижней части —от 9 до 12 тычинок. В первом спинном плавнике 6—7 колючих лучей. Во втором спинном плавнике один колючий и 26—28 мягких лучей. В анальном плавнике один колючий и 23—25 мягких лучей, перед плавником расположены 2 колючки. Грудные плавники короткие. Хвостовой плавник раздвоенный. На хвостовом стебле практически не видны бороздки. Боковая линия делает небольшую дугу в передней части, а затем идёт прямо до хвостового стебля. В боковой линии нет костных щитков. Позвонков: 10 туловищных и 14 хвостовых.
Спина зеленовато-серая, по бокам от спины до боковой линии проходят ряды зигзагообразных лопастей сходной окраски. Нижняя сторона тела белая с розовым оттенком на боках. Плавники сероватые.
Максимальная длина тела 60 см; масса тела — до 2,8 кг.

## Ареал и места обитания
Распространены в восточной части Атлантического океана от Британских островов до Сенегала, включая Мадейру и Канарские острова. Обычны в западной части Средиземного моря, самое северное обнаружение — Адриатическое море. Морские пелагические или бентопелагические рыбы. Обитают в прибрежных водах на глубине от 15 до 30 м. Питаются мелкими стайными рыбами.